# Haematopinus oliveri
Haematopinus oliveri é uma espécie de insecto da família Haematopinidae.
É endémica da Índia.